# Coleoxestia pirrensis
Coleoxestia pirrensis là một loài bọ cánh cứng trong họ Cerambycidae.